# Десме, Жильбер
Жильбер Десме (нидерл. Gilbert Desmet; 3 февраля 1931, Руселаре, Западная Фландрия — 30 июня 2024, Rumbeke, Фламандский регион) — бельгийский профессиональный шоссейный велогонщик в 1952—1967 годах. Победитель многодневной велогонки Четыре дня Дюнкерка (1964) и однодневных велогонок: Омлоп ван хет Хаутланд (1957, 1958, 1965), Париж — Тур (1958), Кюрне — Брюссель — Кюрне (1958), Чемпионат Фландрии (1960), Нокере Курсе (1960), Флеш Валонь (1964).
Умер 30 июня 2024 года в возрасте 93 лет.

## Достижения
1954
1-й Гран-при Зоттегема
8-й Омлоп Хет Ниувсблад
1956
2-й Четыре дня Дюнкерка
4-й Дварс дор Фландерен
 Лидер в генеральной классификации Тур де Франс после этапов 3 - 4a
1957
1-й De Drie Zustersteden
1-й Омлоп ван хет Хаутланд
6-й Кюрне — Брюссель — Кюрне
7-й Гран-при Наций
1958
1-й Париж — Тур
1-й Кюрне — Брюссель — Кюрне
1-й — Этап 7 Вуэльта Испании
1-й Омлоп ван хет Хаутланд
2-й Нокере Курсе
3-й Гран-при Лугано
10-й Милан — Сан-Ремо (вместе с ещё 59 велогонщиками)
1959
2-й Париж — Рубе
3-й Тур Фландрии
3-й Вуэльта Валенсии
5-й Флеш Валонь
8-й Гент — Вевельгем
9-й Льеж — Бастонь — Льеж
1960
1-й Чемпионат Фландрии
1-й Нокере Курсе
1-й — Этап 3 Париж — Ницца
2-й Гран-при Лугано
4-й Тур Фландрии
5-й Кюрне — Брюссель — Кюрне
7-й Париж — Рубе
1961
1-й Гран-при Прато
1-й Critérium d'Ede
1-й Милан — Виньола
1-й — Этап 1 Джиро ди Сардиния
2-й Париж — Тур
2-й Гран-при Наций
2-й Париж — Брюссель
3-й Трофей Маттеотти
4-й Супер Престиж Перно
7-й Гент — Вевельгем
10-й Париж — Рубе
1962
4-й Тур де Франс — Генеральная классификация
4-й Тур Швейцарии — Генеральная классификация
3-й  — Очковая классификация
1-й — Этап 5
1963
1-й — Этапы 3 и 4 Четыре дня Дюнкерка
6-й Чемпионат мира — Групповая гонка (проф.)
7-й Гран-при Наций
9-й Милан — Сан-Ремо
 Лидер в генеральной классификации Тур де Франс после этапов 6b - 15
1964
1-й Флеш Валонь
1-й Четыре дня Дюнкерка — Генеральная классификация
1-й — Этап 2 Тур Люксембурга
3-й Тур Бельгии — Генеральная классификация
6-й Супер Престиж Перно
8-й Тур де Франс — Генеральная классификация
9-й Париж — Рубе
9-й Тур Фландрии
1965
1-й — Этап 3 Критериум Дофине
1-й Омлоп ван хет Хаутланд
2-й Тур Бельгии — Генеральная классификация
8-й Льеж — Бастонь — Льеж
9-й Флеш Валонь
1966
5-й Дварс дор Фландерен
1967
8-й Париж — Ницца — Генеральная классификация

## Статистика выступлений

### Гранд-туры
| Гранд-тур                 | 1956 | 1957 | 1958 | 1959 | 1960 | 1961 | 1962 | 1963 | 1964 | 1965 | 1966 | 1967 |
| ------------------------- | ---- | ---- | ---- | ---- | ---- | ---- | ---- | ---- | ---- | ---- | ---- | ---- |
| Джиро д’Италия            | —    | —    | —    | —    | НФ   | —    | —    | —    | —    | —    | —    | —    |
| Тур де Франс              | 21   | —    | НФ   | —    | —    | —    | 4    | НФ   | 8    | 16   | —    | —    |
| (c 2010 ) Вуэльта Испании | —    | —    | 12   | —    | —    | —    | —    | —    | —    | —    | —    | НФ   |

| —  | Не участвовал  |
| НФ | Не финишировал |